# Пешт (Будапешт)

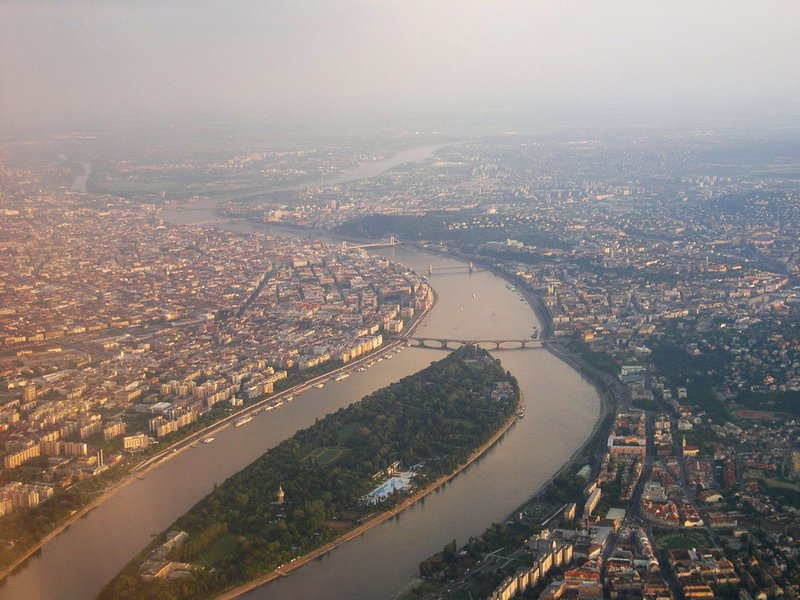
Будапешт: зліва — Пешт, праворуч — Буда, у центрі острів Маргіт на Дунаї

Пешт (угор. Pest, словац. Pešť) — східна, рівнинна частина Будапешта, що займає близько 2/3 території міста. Від іншої частини міста, Буди, Пешт відділений Дунаєм. У Пешті знаходиться значна частина пам'яток Будапешта, включаючи Угорський парламент, площа Героїв і проспект Андраші. Іноді угорською слово Пешт використовується замість Будапешт для позначення столиці країни.

## Етимологія

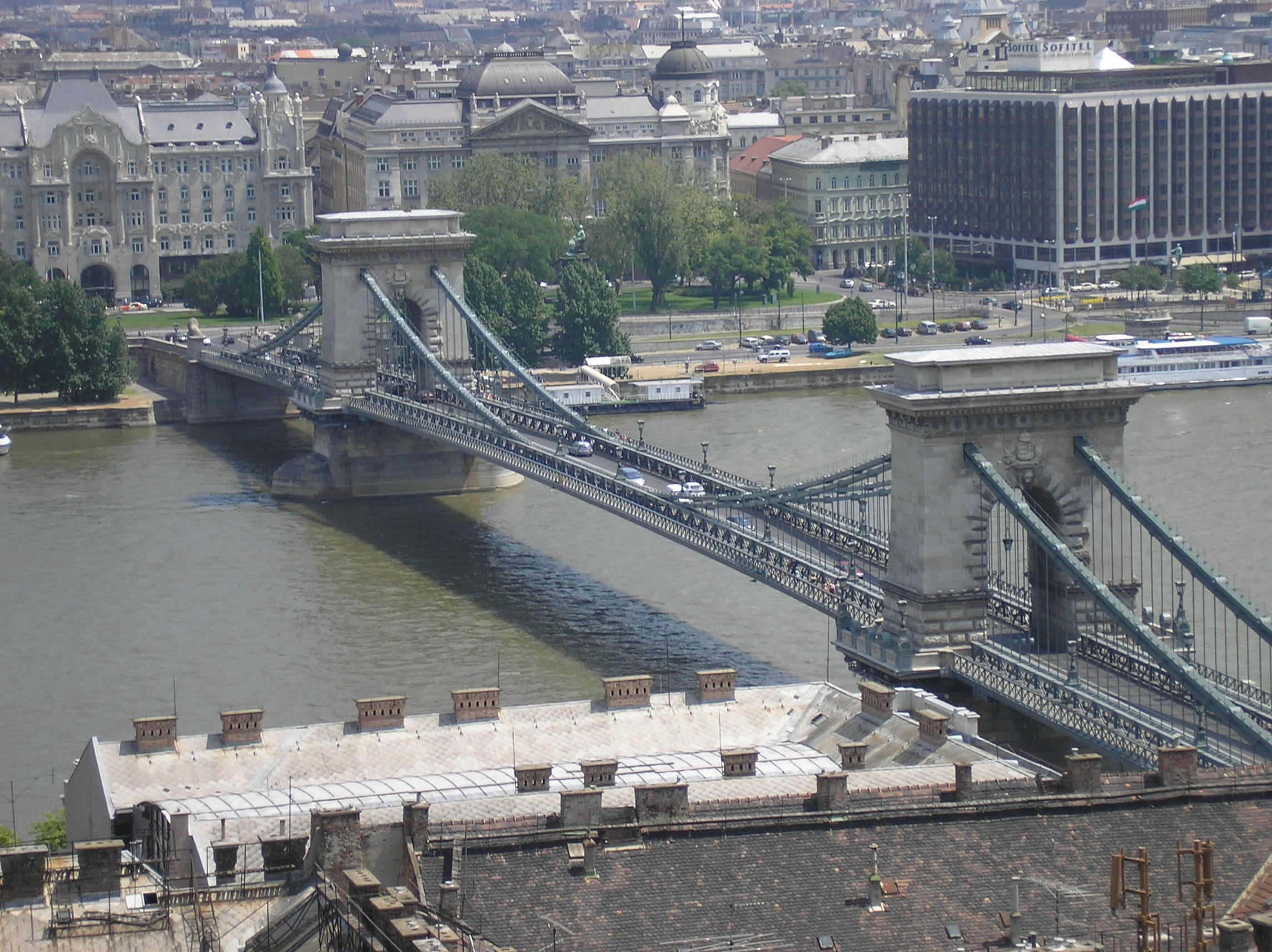
Ланцюговий міст Сечені з'єднує частини Буду і Пешт

Назва «Пешт» — слов'янського походження, родинне сучасному українському «піч». Можливо, це пов'язано з тим, що в печерах, розташованих в районі Пешта, розводили вогонь.

## Історія
Пешт як незалежне місто згадується вперше в 1148 році. В давнину на місці Пешта були кельтські і римські поселення. За даними, наведеними арабським істориком Абу-Алі Ахмедом бен-Омар Ібн-Дастом, місто засноване волзькими булгарами Біляра на чолі з князем Хесеном, які переселилися в 970 р з Волги в Угорщину. Місто стає важливим економічним центром в XI—XIII століттях. Місто було зруйноване в 1241 р монгольськими завойовниками, але незабаром відбудувалося заново. В 1849 році був побудований перший міст через Дунай, що зв'язав Пешт з Будою. В 1873 році в результаті об'єднання міст Пешт, Буда і Обуда на карті з'явилося місто Будапешт.

## Народилися
- Людвіг Барнай — німецький актор і режисер